# 何が彼女をさうさせたか
『何が彼女をさうさせたか』（何が彼女をそうさせたか、なにがかのじょをそうさせたか）は、1927年（昭和2年）に発表された6幕9場の藤森成吉作の日本の戯曲およびこれを原作とする1930年（昭和5年）、帝国キネマ演芸製作の日本の長篇劇映画である。

## 概要

### あらすじ
主人公は、中村すみ子。母は男とともに行方をくらまし、父はのたれ死、おまけに叔父には利用される。様々な仕事を転々とし、絶望のなか自殺を図るが助けられる。しかし、収容された慈善施設もすみ子にとっては必ずしも安住の地ではなかった。

### 初出・単行本
1927年（昭和2年）の『改造』1月号から4月号に連載された。連載後、改造社から単行本として刊行された。

### 初演

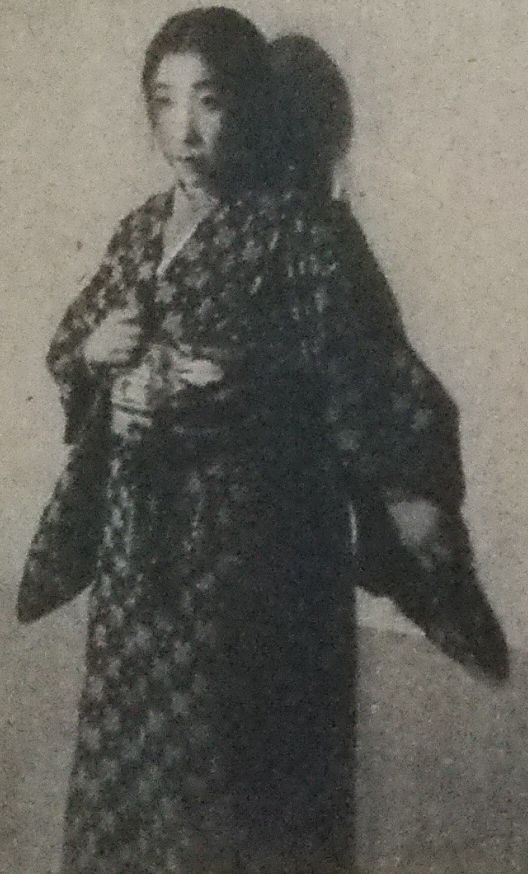
山本安英

1927年（昭和2年）4月15日から、築地小劇場で初演。『彼女』の題名で上演され、土方与志演出、山本安英が主演した。劇団「築地小劇場」に入団したばかりの杉村春子は、オルガン弾きとしてセリフの無い役で舞台デビューした。

### 再演
劇団「築地小劇場」から分裂した新築地劇団が原題である「何が彼女をさうさせたか」として再演。赤木蘭子が初舞台を踏んだ。

## 映画

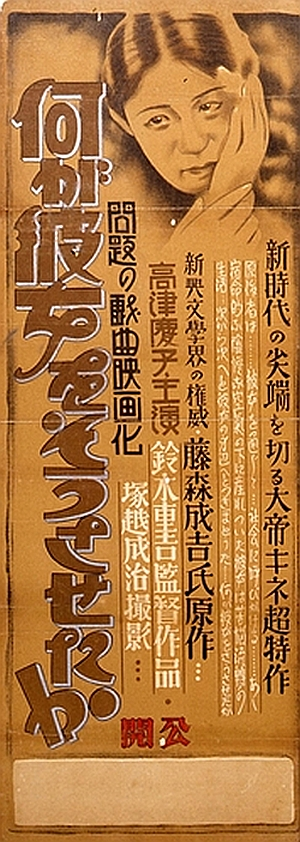
ポスター

『何が彼女をさうさせたか』は、1930年2月6日に公開した日本映画である。帝国キネマ長瀬撮影所製作。

### 概要
藤森成吉の同名戯曲を鈴木重吉が脚色・監督した。公開当時に流行し、社会主義思想の影響を受けた「傾向映画」の代表作としても知られる。映画は大ヒットし、浅草では異例の5週間続映という記録を作った。また、翌年には新興キネマで鈴木監督・高津主演で『何が彼女を殺したか』が公開されている。1930年度のキネマ旬報ベストテンで第1位にランクインし、高い評価も集めた。オリジナルはサイレントだが、トーキーへの移行を見込んで最終エピソードのみ再撮影の上トーキー化したサウンド版も制作されており、初代江戸家猫八が効果音を担当した。しかし、使用されたレコードは現在も行方不明となっている。
公開から半年後の1930年9月30日の夜半に、帝国キネマ長瀬撮影所が火災にあい、また1931年に解散したこともあり、フィルムが紛失したまま「幻の名作」とされていた。キネマ旬報の「日本映画シナリオ古典全集」に台本が収録されているが、これは決定稿ではなく準備段階のものであることが、発見されたフィルム（後述）と比較検証した結果判明した。
1992年になって、ロシア領事館で開催された『おろしや国酔夢譚』（佐藤純彌監督）の試写会に協力した帝国キネマ社長山川吉太郎の孫・山川暉雄からソンツェフ副領事を通じて照会したところ、モスクワのゴスフィルモフォンドにあるフィルムが、本作にほぼ間違いはないとの確認がとれた。このフィルムは再編集の後にロシア語字幕が追加されており、終戦後満州に攻め込んだ赤軍が接収したと思われていたが、実際には上映直後に映画ジャーナリストの袋一平が単身ソ連へ持ち込んでソ連の事情に合わせて編集・翻訳し、上映したものを元にしたものだと考えられている。
その後山川暉雄がフィルムを買い取って持ち帰ったが、東京国立近代美術館フィルムセンターからは民間のものであることを理由に復元を拒否され、紆余曲折の末に大阪芸術大学により正式に確認され、修復・復元された。しかしプリントは、冒頭のクレジット部とすみ子が電車にはねられそうになる最初のエピソード、詐欺師の子分となるエピソードのほとんど、教会への放火へ至るラストが欠落している。しかし、鈴木の遺族が保存していた鈴木本人による映画からの小説版が撮影台本の代わりとして利用できることが判明し、欠落部分を字幕で補うことで復元が可能となった。復元版の長さは80分。
1994年7月、大阪で封切りから63年振りに公開、斬新な映像で関係者から再評価された。
1997年の第10回東京国際映画祭ニッポン・シネマ・クラシック部門のオープニング特別招待作品として本作の復元版が上映された。1999年には第18回ポルデノーネ無声映画祭の再発見と復元部門で、ドイツのギュンター・A・ブーフヴァルトによるピアノの伴奏つきで上映された。
現在は東京国立近代美術館フィルムセンターに50尺版で保存されており、紀伊國屋書店からクリティカル・エディション版でDVDが発売されている。

### ストーリー
年代記風の10のエピソードから構成されている。
14歳の中村すみ子は生活苦から親が自殺して孤児となる。叔父を頼っていくが逆に曲馬団（サーカス）に売られてしまう。つらい日々の中、青年新太郎に恋心を抱くものの、団長の小川の虐待に耐え切れずに曲馬団を脱走する。その後琵琶法師長谷川旭光の女中、詐欺師の子分、議員秋山の女中と職を転転として辛酸を舐める。ようようにして再会した新太郎と結ばれるも、生活に追われた二人は切羽詰って心中をはかり、すみ子だけが生き残ってしまう。幸せも夫も何もかも失い、すがる思いでたどり着いた教会の施設天使園も園主矢沢の偽善と不正に腐敗しきっていた。すみ子は絶望のあまり教会に放火する。燃え上がる教会から上がる炎と火の粉を背景に「何が彼女をさうさせたか。」の大きな字幕が写ってこの映画は幕を閉じる。

### キャスト
- 彼女・中村すみ子：高津慶子
- 琵琶師・長谷川旭光：藤間林太郎
- 親分・阪本佐平：小島洋々
- 養育院事務員・原：牧英勝
- 曲芸団長・小川鉄蔵：浜田格
- すみ子の伯父・山田勘太：浅野節
- 山下巡査部長：大野三郎
- 質屋の主人：中村翫暁
- 土井老人：片岡好右衛門
- 市川新太郎：海野龍人
- 県会議員・秋山秀子：二條玉子
- 山田の女房・お定：園千枝子
- 天使園主・矢沢梅子：尾崎静子
- 島村おかく：間英子

### スタッフ
- 監督・脚色：鈴木重吉
- 原作：藤森成吉
- 撮影：塚越成治
- 助監督：木村荘十二